# Giotto (rymdsond)
För andra betydelser, se Gitto (olika betydelser).
Giotto är en rymdsond från ESA som studerade Halleys komet när den var i närheten av Solen 1986. Rymdsonden fick sitt namn efter Giotto di Bondone som på sin fresk Kungarnas tillbedjan avmålade den kometformade Betlehemsstjärnan. Han tros ha fått idén till den efter Halleys komet då den passerade 1301. Giotto sköts upp med en Ariane 1-raket från Centre Spatial Guyanais i Franska Guyana den 2 juli 1985.

## Halleys komet
Den passerade kometens innersta delar under natten den 13–14 mars 1986 med en hastighet av 68 km/s. Den passerade på ett minsta avstånd av 600 km från kometkärnan.
Giotto medförde bl.a. en kamera, masspektrometrar och stoftdetektorer. Allt fungerade bra och vi förstår med hjälp av dessa data mera om kometer och deras uppbyggnad än vi gjorde tidigare.

## Grigg-Skjellerups komet
Sonden var inte färdig med sitt uppdrag i och med detta. Man lät den passera mycket nära jorden den 2 juli 1990 och fick den att ändra bana, så att man även kunde studera Grigg-Skjellerups komet, som passerades på 200 km avstånd den 10 juli 1992. Med hjälp av de data man fick vid detta tillfälle kunde man jämföra de två kometernas uppbyggnad och magnetfält, dock fick man inga bilder.

### Fotnoter
1. ↑  ”NASA Space Science Data Coordinated Archive” (på engelska). NASA. https://nssdc.gsfc.nasa.gov/nmc/spacecraft/display.action?id=1985-056A. Läst 31 mars 2020.